# Desná (ort i Tjeckien, Pardubice)
Desná är en ort i Tjeckien.   Den ligger i regionen Pardubice, i den centrala delen av landet, 130 km öster om huvudstaden Prag. Desná ligger 447 meter över havet och antalet invånare är 322.
Terrängen runt Desná är platt åt nordost, men åt sydväst är den kuperad. Runt Desná är det tätbefolkat, med 266 invånare per kvadratkilometer. Närmaste större samhälle är Svitavy, 18,4 km öster om Desná. Trakten runt Desná består till största delen av jordbruksmark.